# Jonas Brothers: Living the Dream
Jonas Brothers: Living the Dream är en TV-serie, från 2008 till 2010, som sänds på Disney Channel och varje avsnitt är cirka 5 minuter. Det är 16 avsnitt som sänds och det 17:e är ett "extra material".
Serien handlar om Kevin Jonas, Joe Jonas och Nick Jonas (Jonas Brothers) som lever drömmen.
Man får se när de är på sin Look me in the eyes-turné, backstage, hur de håller sig i form och friska. 
Budskapet med serien, är att man inte ska ge upp sina drömmar, för någon dag kommer vi också att få göra det. De visar att de är tonåringar som gör saker som vanliga tonåringar gör, till exempel tar ut sopor, städar, handlar och umgås med vänner. 
| ”                          | It was a night we'll never forget, and the best part of all this, is that it's just the beginning. Our next tour will be bigger and better, because we'll never stop believing in our dreams. So keep on dreaming, Jonas Brothers fans, until your own dreams come true. And we will see you again, really soon. | „ |
| – Kevin Jonas i avsnitt 17 | |   |